# Alberto Albístegi Zamacola
Alberto Albístegi Zamacola (Eibar, Guipúscoa, 24 de setembre de 1964), és un exfutbolista basc.

## Trajectòria
Jugava de defensa (normalment pel centre) i el seu primer equip va ser la Reial Societat B. És un jugador de tall clarament defensiu encara que molt polivalent, disciplinat, bon marcador i de gran fortalesa física, en defensa actuava amb gran contundència i serietat, en el centre del camp, amb sacrifici.
El 1986 és fitxat per la SD Eibar, on juga una temporada. El 1988 arriba al RCD Mallorca, debutant així en la Primera Divisió d'Espanya.
El 1990 fitxa pel Deportivo de La Corunya, i durant la temporada 1992-93 es convertirà en un dels centrals del mític Super-Depor.
El 1995, jugant per a la Reial Societat una lesió l'obliga a estar inactiu gairebé tota la temporada. El 1999 i jugant per al Deportivo Alavés es retira del futbol professional havent disputat 180 partits en la Primera divisió espanyola i marcant 8 gols. Després del seu retir en el futbol va obrir una botiga d'esports a Eibar.

## Clubs
| Club                   | Any         |
| ---------------------- | ----------- |
| Reial Societat B       | 1984 - 1986 |
| SD Eibar               | 1986 - 1987 |
| Sestao                 | 1987 - 1988 |
| Mallorca               | 1988 - 1990 |
| Deportivo de La Coruña | 1990 - 1993 |
| Reial Societat         | 1993 - 1997 |
| Deportivo Alavés       | 1997 - 1999 |